# Blas de Lezo (F-103)
Фрегат «Блас де Лесо» (ісп. Blas de Lezo (F103)) — третій в серії з п'яти кораблів типу «Альваро де Басан» (або F-100) ВМС Іспанії. Кораблі даного класу призначені для дій у складі пошуково-ударної групи на чолі з авіаносцем (група «Alpha») в районі Гібралтару. як і інші фрегати класу «Альваро де Басан» класу F-100 має бойову систему «Іджис».

## Назва
Корабель отримав назву на честь Бласа де Лесо (1689—1741) — іспанського адмірала, і одного з найбільших стратегів і полководців в історії ВМС Іспанії. Він відомий командуванням обороною міста Картахена в 1741 році в ході Війни за вухо Дженкінса.

## Будівництво
Корабель був побудований суднобудівним заводом «Ісар» у Ферролі, Іспанія, і вступив в експлуатацію 16 грудня 2004 року. Вартість будівництва становила — € 600 млн.

## Бойова служба
У вересні 2005 року фрегат провів випробування із запуску ракет (CSSQT) разом з американськими есмінцями USS Howard та USS Halsey.
У 2007 році «Блас де Лесо» на два місяці приєднався до бойової групи французького авіаносця «Шарль де Голль» . Згодом він потрапив у аварію під час навчань НАТО Neptune Warrior в Шотландії . Постраждалих не було. На заводі Navantia-Ferrol у місті Fene, Іспанія, було проведено аварійний ремонт. Після цього фрегат вирушила в Данію, де взяв на себе командування Постійної військово-морської групи №  1 НАТО (SNMG-1). У цій групі він замінив «Альваро де Басан».
З квітня 2009 р. «Блас де Лесо» разом з іншими суднами SNMG-1 брав участь у операції НАТО щодо боротьби з піратством у водах Аденської затоки та Африканського Рогу.
З 21 по 23 липня 2013 року Фрегат відвідав порт Одесу, де члени екіпажу 22 липня поклали квіти до пам'ятника відомого земляка Хосе де Рібаса.
Наприкінці жовтня 2015 року він брав участь у багатонаціональних навчаннях «Trident Juncture 2015», які проходили в Іспанії, Італії та Португалії.
В травні 2018 року супроводжував  авіаносець «Хуан Карлос I», який перевозив до Кувейту три човни ХТ-17 та ХТ-27 з армійських аеромобільних сил, для подальшого розміщення цих підрозділів на базі Таджі в Іраку. 